# Gertrúd Stefanek
Gertrúd Stefanek, född den 5 juli 1959 i Ózd, Ungern, är en ungersk fäktare som tog OS-brons i damernas lagtävling i florett i samband med de olympiska fäktningstävlingarna 1988 i Seoul.